# پل خمری
پلخمری یا پُلِ خُمری مرکز ولایت بغلان در افغانستان است. در سال ۲۰۲۳  نفوس این شهر ۲۸۹۶۴۷۸ نفر بوده است. 
بازار بزرگ عمومی (مندوی) پلخمری معروف است. پلخمری شهری است که در تا دور ان کوه قرار دارد درواقع شهر پلخمری وسط یک کوه قرار دارد در پلخمری روستاهای متعددی وجود دارد که در اطراف ان قرار دارد مثل دند غوری و دنه غوری و عزیزان بابا و چشمه چنگان و بازار دنه و … است که اول باید به شهر پلخمری سفر کنید تا به روستاهای اطراف ان برسید